# Questione d'oriente
La questione d'oriente  è l'insieme dei problemi connessi alla crisi dell'Impero ottomano e alle mire espansionistiche nutrite sui suoi territori da Austria, Russia, Inghilterra e Francia, con particolare riguardo al controllo degli stretti tra Mar Mediterraneo e Mar Nero, che in ultima analisi condusse alla caduta dell'Impero ottomano.
Già iniziata nel corso del XVIII secolo, in conseguenza dell'espansione asburgica nei Balcani, russa verso il Mar Nero e franco-inglese nel Mediterraneo, la questione d'Oriente diede origine a gravi conflitti militari nel XIX e XX secolo, in concomitanza con l'indipendentismo slavo e greco. Il suo inizio è segnato dal famoso Progetto greco. Alla politica inglese, tendente a garantire la sopravvivenza dell'Impero ottomano dopo l'indipendenza greca (1830), si contrapposero dapprima quella della Francia alleata all'Egitto (1833, 1840) e poi quella russa e austriaca, pur tra loro contrastanti nella pretesa di assicurarsi l'egemonia sui nascenti Stati balcanici o di ottenere diretti vantaggi territoriali.
La guerra di Crimea contro la Russia (1853-55) e poi la guerra russo-turca (1877-1878) videro incrociarsi questi diversi disegni, mentre i possedimenti turchi nei Balcani si sgretolavano progressivamente, dando luogo al riconoscimento ottomano della Serbia (1878), della Romania (1878), del Montenegro (1878), della Bulgaria (1878) e dell'Albania (1912), e all’annessione della Bosnia-Erzegovina da parte austro-ungarica (1878). Le due guerre balcaniche del 1912-13 lasciarono alla Sublime porta, in territorio europeo, soltanto il controllo degli Stretti, mentre la disgregazione dell'Impero ottomano in conseguenza della I guerra mondiale, che lo vide alleato degli Imperi centrali, spostò l'interesse delle grandi Potenze verso i territori medio-orientali.

## Indipendenza greca
La Grecia riuscì ad ottenere l'indipendenza con una guerra nazionale decennale (1821-1833) che, per la prima volta, variò la cartina dell'Europa così come disegnata nel corso del Congresso di Vienna (1815).
Nel 1821 scoppiò l'insurrezione sotto la guida dei fratelli Ypsilanti: Demetrio sul territorio greco e Alessandro, aiutante in campo dello Zar, che penetrò alla testa di un gruppo di Greci dentro i confini dell'Impero, che reagì e represse duramente la rivolta.
Nonostante il fallimento di questo tentativo ed i conseguenziali massacri dell'esercito turco, la guerra proseguì con l'appoggio dei contadini, che avviarono azioni di guerriglia contro l'esercito turco; dei marinai, che avviarono azioni di pirateria contro la marina imperiale; degli intellettuali stranieri, affascinati dal mito antico della Grecia.
Lo stesso anno si riunì ad Epidauro un'assemblea nazionale che proclamò l'indipendenza. Soccorsi dall'Egitto, gli Ottomani riuscirono a prendere Missolungi (1826), ma intervennero la Russia, la Francia e l'Inghilterra, che avevano concluso un trattato nel 1827 per imporre la propria mediazione alle forze in lotta. La Grecia accettò la mediazione a differenza della Turchia che, però, fu sconfitta a Navarrino dalle tre flotte, mentre la Russia, invasa l'Armenia, marciava su Costantinopoli (1828).
Il 14 settembre 1829 fu firmata la pace di Adrianopoli che impegnava l'Impero Ottomano ad accettare le condizioni che un successivo congresso avrebbe posto. Il Congresso di Londra, che si svolse nel 1830, riconobbe l'indipendenza della Grecia, anche se con confini estremamente ristretti, sotto un governo monarchico costituzionale. La corona fu offerta a Leopoldo di Sassonia-Coburgo che rifiutò.
Nel 1832 un nuovo congresso affidò la corona a Ottone di Baviera, che si insediò nel 1833, ed allargò i confini del Regno.

## Guerra di Crimea
La guerra di Crimea fu un conflitto combattuto, dal 4 ottobre 1853 al 1º febbraio 1856, tra l'Impero Russo e un'alleanza di Stati composta da Impero Ottomano, Francia, Gran Bretagna, Regno di Sardegna.
Il conflitto rientra nelle complesse vicende della questione orientale. Causa immediata del conflitto fu la disputa sui Luoghi santi tra Francia (sostenitrice del controllo cattolico) e Russia (sostenitrice del controllo ortodosso).
Le operazioni ebbero luogo in prevalenza nella penisola di Crimea, in territorio russo: ivi la città di Sebastopoli, principale base navale russa del Mar Nero, fu posta per lungo tempo sotto assedio, fino alla definitiva capitolazione del 9 settembre 1855, che costituì il preludio alla sconfitta russa.
La guerra si concluse con il Congresso di Parigi del 1856 che stabilì le basi per l'autonomia di Moldavia e Valacchia; la smilitarizzazione del Mar Nero e la cessione da parte della Russia della zona della foce del Danubio (Bessarabia meridionale) a favore della Moldavia.

## Guerra Russo-turca
La guerra russo-turca del 1877–1878 ebbe origine dalle sollevazioni del 1875 degli slavi ortodossi dei territori dell'Impero ottomano in Europa e furono appoggiate dalla Russia che vide una possibilità di estendere la sua influenza fino al Mediterraneo.
In difesa degli slavi e dopo una preparazione diplomatica con le altre Potenze, nell'aprile 1877 lo zar Alessandro II avviò le operazioni militari contro la Turchia facendo entrare il suo esercito nel Principato di Romania. Nonostante formalmente sottoposto ai turchi, il principe Carlo I di Romania, per ottenere l'indipendenza, dichiarò guerra al sultano Abdul Hamid II. Passato il Danubio le forze russe e rumene entrarono nella Bulgaria turca, dove già l'anno prima le popolazioni si erano ribellate nella rivolta d'aprile.
Dopo una serie di battaglie e il lungo assedio di Pleven, i russi ebbero ragione dell'esercito turco, arrivando, all'inizio del 1878, alle porte della capitale ottomana Costantinopoli (oggi Istanbul).
La Gran Bretagna intanto, antagonista della Russia in Asia, aveva mandato come avvertimento la sua flotta nel mar di Marmara. Lo Zar si decise quindi alla pace e nel marzo del 1878 concluse il vantaggioso trattato di Santo Stefano rettificato poi dal congresso di Berlino.

## Guerre balcaniche
Svoltesi tra il 1912 ed il 1913, le guerre balcaniche segnarono, dapprima, la conquista all'Impero Ottomano, da parte degli Stati componenti la Lega Balcanica (Regno di Bulgaria, Regno di Grecia, Regno del Montenegro, e Regno di Serbia), della Macedonia e di gran parte della Tracia; per poi scontrarsi fra loro per la spartizione di queste terre.
La prima guerra balcanica (1912-13) fu dichiarata il 18 ottobre 1912. Le forze della Lega Balcanica erano schierate sulla frontiera bulgaro-turca, sulla frontiera macedone e sulla frontiera greco-turca. Sul primo fronte i bulgari vinsero a Seliolu, Kirk-Kilissa (24 ottobre), Lüleburgaz (2 novembre); i serbi, sul secondo, vinsero a Kumanovo (24 ottobre), Veles (28 ottobre), mentre il sangiaccato di Novi Pazar era occupato da serbi e montenegrini; sul terzo fronte i greci occuparono Elasson (19 ottobre), Kozane (25 ottobre), Salonicco (9 novembre). Dopo che Monastir fu presa dai serbi (18 novembre), gli ottomani, in rotta, si concentrarono a Gianina e Scutar. Il 3 dicembre venne firmato l'armistizio, cui non partecipò la Grecia, intenzionata a occupare Gianina e l'Epiro. L'armistizio, interrotto dal colpo di Stato dei Giovani Turchi, fu denunciato. Era l'inizio della seconda fase della guerra (3 febbraio 1913), in cui caddero Gianina (6 marzo), Scutari (22 aprile), Adrianopoli (26 aprile). La guerra si concluse con la conferenza di Londra (30 maggio) che estromise la Turchia dai Balcani, la Grecia ebbe Creta e fu costituito il regno d'Albania.
Le rivalità, sorte per la spartizione dei territori, in seguito alla prima guerra balcanica, portarono la Bulgaria ad aprire le ostilità contro la Serbia e la Grecia (30 giugno). Il 2 luglio una controffensiva serbo-greca faceva ripiegare i bulgari dal Vardar. Nel frattempo i romeni, intervenuti contro la Bulgaria, si dirigevano su Sofia, mentre gli ottomani occupavano Adrianopoli. I bulgari, circondati, chiesero un armistizio (pace di Bucarest del 10 agosto). La pace sancì la perdita di gran parte dei territori conquistati con la prima guerra dai bulgari.

## Prima guerra mondiale
L'Impero Ottomano, alleato con la Germania, l'Impero Austro-ungarico e, successivamente, con la Bulgaria, nonostante la strenua resistenza, fu costretto a cedere contro la pressione inglese dal medioriente e, verso la fine dell'ottobre del 1918, chiese e ottenne un armistizio. Il trattato di Sevrès, firmato nel 1922, sancì la fine dell'Impero Ottomano e la costituzione della Repubblica di Turchia, comprendente la sola Anatolia e Tracia orientale; la restante parte dell'ormai ex Impero Ottomano fu diviso, col sistema dei mandati, tra Gran Bretagna (Mesopotamia e Palestina) e Francia (Siria e Libano).